# Love Yourself: Tear
Love Yourself: Tear (cách điệu là LOVE YOURSELF 轉 'Tear') là album phòng thu tiếng Hàn thứ ba của nhóm nhạc nam Hàn Quốc BTS. Album được phát hành vào ngày 18 tháng 5 năm 2018 bởi Big Hit Entertainment. Nó có 4 phiên bản và bao gồm 11 bài hát với "Fake Love" là bài hát chủ đề. Album khám phá các chủ đề liên quan đến nỗi đau và nỗi buồn của sự chia ly. Vào ngày 27 tháng 5 năm 2018, album đã ra mắt ở vị trí số 1 trên Billboard 200 của Hoa Kỳ, bán được 135,000 đơn vị album tương đương và trở thành album có thứ hạng cao nhất của BTS tại thị trường phương Tây vào thời điểm đó, đồng thời là album Hàn Quốc đầu tiên đứng đầu tại Hoa Kỳ và album có thứ hạng cao nhất của một nghệ sĩ châu Á.

## Bối cảnh và phát hành
Love Yourself: Tear được công bố lần đầu tiên vào ngày 16 tháng 4 năm 2018, sau khi phát hành một đoạn phim ngắn dài 9 phút mang tên "Euphoria: Theme of Love Yourself 起 Wonder" vào ngày 5 tháng 4. Video cũng bao gồm 1 đĩa đơn mới, "Euphoria", được thu âm dưới dạng bài hát solo của thành viên Jungkook. Bài hát được sản xuất bởi DJ Swivel, Candace Nicole Sosa, Bang Si-hyuk, Supreme Boi, Adora và trưởng nhóm RM của BTS, và được khen ngợi vì phong cách synth-pop và tropical house. Love Yourself: Tear được phát hành như phần tiếp theo cho mini album Love Yourself: Her năm 2017 của BTS, với "Euphoria" được phát hành để kết nối 2 album với nhau.
Vào ngày 6 tháng 5, đoạn phim giới thiệu của album, bao gồm 1 bài hát mới mang tên "Singularity", đã được phát hành. Bài hát solo thuộc thể loại neo-soul do thành viên V thể hiện và đóng vai trò là bài hát giới thiệu cho album. "Singularity" được sản xuất bởi nhà soạn nhạc người Anh Charlie J. Perry, với lời bài hát cũng được viết bởi RM. Đoạn giới thiệu được mô tả là có một bầu không khí gợi cảm, giống như một giấc mơ và được khen ngợi vì sử dụng tính biểu tượng và sự tương phản. Blanca Méndez của Spin gọi màn biểu diễn của V trong video là "phong phú" và "biểu cảm", mô tả đó là "sự tự tin trầm lặng". Bản thân bài hát được mô tả là có giai điệu đầy ám ảnh và chứa các yếu tố nhạc jazz và chủ đề về sự tuyệt vọng. Các bộ ảnh khái niệm giới thiệu 4 chủ đề khác nhau đã được phát hành vào ngày 8 tháng 5, cho phiên bản "O" và "R", và ngày 10 tháng 5 cho phiên bản "Y" và "U". Danh sách bài hát chính thức gồm 11 bài hát đã được phát hành vào ngày 13 tháng 5, tiết lộ sự hợp tác thứ hai với Steve Aoki, cũng như một bài hát có tên "Airplane Pt. 2", được cho là phần mở rộng của bài hát "Airplane" của J-Hope từ mixtape Hope World của anh. Bài hát "Anpanman" được dựa trên truyện tranh siêu anh hùng cùng tên của Nhật Bản.
Vào ngày 14 tháng 5, video teaser đầu tiên cho bài hát chủ đề, "Fake Love", đã được phát hành thông qua kênh YouTube chính thức của Big Hit. Bài hát được mô tả là "một bài hát thuộc thể loại emo, hip hop với âm thanh guitar grunge rock và nhịp điệu trap thú vị tạo nên sự u ám kỳ lạ" và lời bài hát "thể hiện rõ ràng chủ đề của album bằng cách nhận ra rằng một tình yêu đã được suy nghĩ được định mệnh thực sự là một lời nói dối". Billboard Music Awards đã phát hành một đoạn clip ngắn, xem trước từ video âm nhạc vào ngày 15 tháng 5, trong đó cho thấy một phần vũ đạo mới và nhá hàng một đoạn nhạc trong phần điệp khúc của bài hát, "I'm so sick of this fake love". Big Hit đã phát hành video teaser thứ hai và cuối cùng vào ngày 16 tháng 5. Vào ngày 18 tháng 5, album được phát hành, cùng với video âm nhạc cho "Fake Love".

## Quảng bá

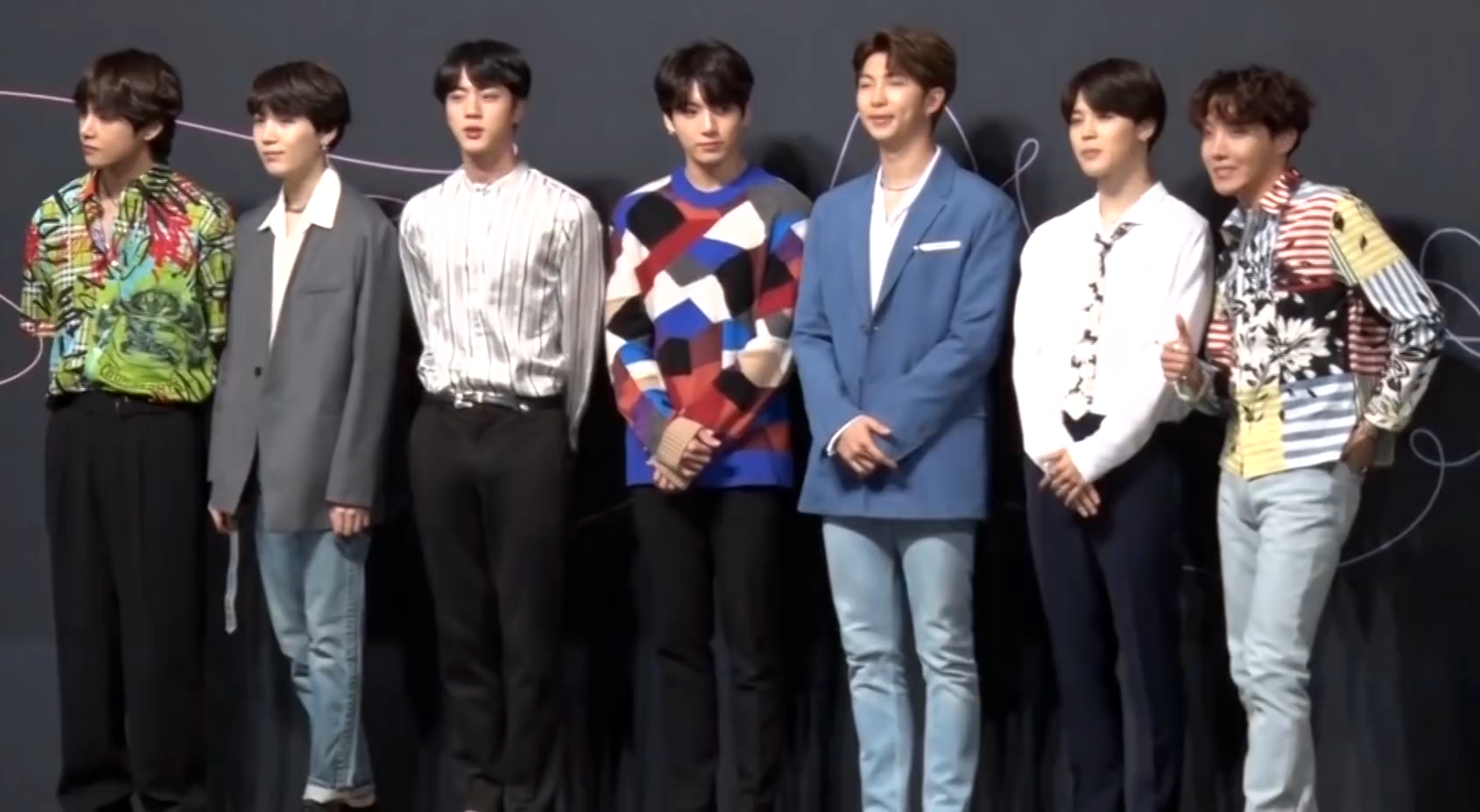
BTS tại buổi họp báo ra mắt album vào ngày 24 tháng 5 năm 2018.

Vào ngày 18 tháng 5 năm 2018, hai giờ trước khi phát hành album, "Comeback Preview Show" đã được phát sóng trực tiếp từ Los Angeles trên V Live của Naver với sự góp mặt của BTS thảo luận về âm nhạc mới. "Fake Love" ra mắt trên truyền hình toàn cầu vào ngày 20 tháng 5, khi BTS biểu diễn trực tiếp tại Billboard Music Awards năm 2018. Đây là lần đầu tiên một nghệ sĩ âm nhạc Hàn Quốc biểu diễn tại lễ trao giải của Billboard.
Như đã được thực hiện trước đây cho Love Yourself: Her, một chương trình "BTS Comeback Show" đặc biệt, do Mnet tổ chức, đã được phát sóng trực tiếp trên toàn thế giới vào ngày 24 tháng 5, bao gồm các buổi biểu diễn cho "Fake Love" và một số bài hát phụ trong album. Nhóm đã tiết lộ những hình ảnh hậu trường chuẩn bị cho sự trở lại và giới thiệu một video đặc biệt dành riêng cho người hâm mộ của nhóm. Chương trình được phát sóng trực tuyến thông qua Mnet Japan, YouTube, Facebook và Joox. BTS cũng đã biểu diễn "Fake Love" trên The Ellen DeGeneres Show vào ngày 25 tháng 5, đánh dấu lần xuất hiện thứ hai của họ trên chương trình.
Nhóm cũng đã tổ chức một buổi họp báo tại khách sạn Lotte Hotel ở Jung-gu, Seoul, vào ngày 24 tháng 5 năm 2018 để quảng bá cho album. Trong hai tuần sau đó, BTS đã biểu diễn các bài hát "Fake Love", "Airplane pt. 2" và "Anpanman" trên nhiều chương trình âm nhạc của Hàn Quốc, bao gồm Music Bank, Show! Music Core, Inkigayo, Show Champion, và M Countdown.

## Giải thưởng
| Nhà xuất bản  | Danh sách                                 | Vị trí | Nguồn  |
| ------------- | ----------------------------------------- | ------ | ------ |
| City Pages    | Mọi album số 1 từ năm 2018, được xếp hạng | 21     | [ 41 ] |
| Idolator      | 10 Album K-pop xuất sắc nhất năm 2018     | 1      | [ 42 ] |
| MTV           | Album của năm                             | —      | [ 43 ] |
| Noisey        | 100 album xuất sắc nhất năm 2018          | 100    | [ 44 ] |
| PopCrush      | Album xuất sắc nhất năm 2018              | —      | [ 45 ] |
| Refinery29    | 12 album K-pop xuất sắc nhất năm 2018     | 1      | [ 46 ] |
| Rolling Stone | 20 album nhạc pop xuất sắc nhất năm 2018  | 13     | [ 47 ] |
| Young Post    | 20 album xuất sắc nhất năm 2018           | 4      | [ 48 ] |

| Năm  | Giải thưởng             | Hạng mục                 | Đề cử    | Kết quả   | Nguồn  |
| ---- | ----------------------- | ------------------------ | -------- | --------- | ------ |
| 2018 | Melon Music Awards      | Album của năm            | BTS      | Đoạt giải | [ 49 ] |
| 2018 | Mnet Asian Music Awards | Album của năm            | BTS      | Đoạt giải | [ 50 ] |
| 2018 | Seoul Music Awards      | Album của năm            | BTS      | Đoạt giải | [ 51 ] |
| 2018 | Gaon Chart Music Awards | Album của năm – quý 2    | BTS      | Đoạt giải | [ 52 ] |
| 2019 | Grammy Awards           | Gói thu âm xuất sắc nhất | Huskyfox | Đề cử     | [ 53 ] |

## Danh sách bài hát
Các khoản ghi chú được trích từ album vật lý.
| STT              | Nhan đề | Sáng tác                                                                        | Sản xuất                  | Thời lượng |
| ---------------- | --- | ------------------------------------------------------------------------------- | ------------------------- | ---------- |
| 1.               | "Intro: Singularity" (thể hiện bởi V)                                                                                            | Charlie J. Perry RM                                                             | Charlie J. Perry          | 3:17       |
| 2.               | "Fake Love" | Pdogg "hitman" bang RM                                                          | Pdogg                     | 4:02       |
| 3.               | "The Truth Untold" (전하지 못한 진심; Jeonhaji mot-han jinsim) (hợp tác với Steve Aoki) (thể hiện bởi Jin, Jimin, V và Jungkook) | Steve Aoki Roland Spreckley Jake Torrey Noah Conrad Annika Wells RM Slow Rabbit | Steve Aoki                | 4:02       |
| 4.               | "134340" | Pdogg Adora Bobby Chung RM Martin Luke Brown Orla Gartland Suga J-Hope          | Pdogg                     | 3:49       |
| 5.               | "Paradise" (낙원; Nagwon) | lophiile MNEK RM Song Jae-kyung Suga J-Hope                                     | lophiile                  | 3:30       |
| 6.               | "Love Maze" | Pdogg DJ Swivel Candace Nicole Sosa RM Suga J-Hope Bobby Chung Adora Yoon Kita  | Pdogg                     | 3:40       |
| 7.               | "Magic Shop" | Jungkook Hiss noise RM DJ Swivel Candace Nicole Sosa Adora J-Hope Suga          | Jungkook Hiss noise Adora | 4:36       |
| 8.               | "Airplane Pt. 2" | Pdogg RM Ali Tamposi Liza Owens Roman Campolo "hitman" bang Suga J-Hope         | Pdogg                     | 3:39       |
| 9.               | "Anpanman" | Pdogg Supreme Boi "hitman" bang RM Suga Jinbo                                   | Pdogg                     | 3:54       |
| 10.              | "So What" | Pdogg "hitman" bang Adora RM Suga J-Hope                                        | Pdogg                     | 4:44       |
| 11.              | "Outro: Tear" (thể hiện bởi RM, Suga và J-Hope)                                                                                  | Shin Myung-soo Docskim Suga RM J-Hope                                           | Docskim                   | 4:45       |
| Tổng thời lượng: | Tổng thời lượng: | Tổng thời lượng:                                                                | Tổng thời lượng:          | 44:02      |

## Bảng xếp hạng
| Bảng xếp hạng (2018–20)                  | Vị trí cao nhất |
| ---------------------------------------- | --------------- |
| Album Úc (ARIA)                          | 6               |
| Album Áo (Ö3 Austria)                    | 5               |
| Album Bỉ (Ultratop Vlaanderen)           | 6               |
| Album Bỉ (Ultratop Wallonie)             | 18              |
| Album Canada (Billboard)                 | 2               |
| Album Cộng hòa Séc (ČNS IFPI)            | 16              |
| Album Hà Lan (Album Top 100)             | 6               |
| Estonian Albums (Eesti Ekspress)         | 1               |
| Album Phần Lan (Suomen virallinen lista) | 4               |
| French Albums (SNEP)                     | 45              |
| Album Đức (Offizielle Top 100)           | 17              |
| Album Hungaria (MAHASZ)                  | 12              |
| Album Ireland (IRMA)                     | 8               |
| Italian Albums (FIMI)                    | 34              |
| Japan Hot Albums (Billboard)             | 1               |
| Japan (Oricon Albums Chart)              | 3               |
| Mexican Albums (AMPROFON)                | 7               |
| New Zealand Albums (RMNZ)                | 5               |
| Album Na Uy (VG-lista)                   | 2               |
| Album Ba Lan (ZPAV)                      | 25              |
| Album Scotland (OCC)                     | 11              |
| Slovak Albums (ČNS IFPI)                 | 32              |
| Album Hàn Quốc (Gaon)                    | 1               |
| Spanish Albums (PROMUSICAE)              | 18              |
| Swedish Albums (Sverigetopplistan)       | 6               |
| Album Thụy Sĩ (Schweizer Hitparade)      | 8               |
| Album Anh Quốc (OCC)                     | 8               |
| US Billboard 200                         | 1               |
| US Digital Albums (Billboard)            | 2               |
| Album Hoa Kỳ Independent (Billboard)     | 1               |
| Album Hoa Kỳ Top Sales (Billboard)       | 1               |
| US World Albums (Billboard)              | 1               |

| Bảng xếp hạng (2018)               | Vị trí |
| ---------------------------------- | ------ |
| Belgian Albums (Ultratop Flanders) | 103    |
| Dutch Albums (MegaCharts)          | 83     |
| Estonian Albums (Eesti Ekspress)   | 44     |
| Japanese Albums (Oricon)           | 18     |
| Mexican Albums (AMPROFON)          | 47     |
| Album Hàn Quốc (Gaon)              | 2      |
| US Billboard 200                   | 101    |
| US Independent Albums (Billboard)  | 3      |
| US Top Album Sales (BuzzAngle)     | 14     |
| US World Albums (Billboard)        | 1      |
| Bảng xếp hạng (2019)               | Vị trí |
| Hungarian Albums - Rank (MAHASZ)   | 26     |
| Hungarian Albums - Sales (MAHASZ)  | 58     |
| Album Hàn Quốc (Gaon)              | 15     |
| US Independent Albums (Billboard)  | 6      |
| US World Albums (Billboard)        | 4      |
| Bảng xếp hạng (2020)               | Vị trí |
| Album Hàn Quốc (Gaon)              | 51     |